# Ardaric
Ardaric,  surnommé le plus célèbre des rois[réf. nécessaire], est le plus connu des rois des Gépides, peuple germanique vassal des Huns sous le règne d'Attila. 
Il est surtout connu pour avoir, après la mort d'Attila en 453, dirigé la révolte des Germains et remporté la bataille de la Nedao en 454, événement qui marque la fin de l'Empire hunnique en Europe.

## Biographie
Placé à la tête des Gépides par les Huns, Ardaric est le seul vassal d'Attila admis à participer aux négociations avec l'Empire romain d'Orient (Théodose II, puis Marcien) ou avec l'Empire romain d'Occident (Valentinien III). 
Réputé sage et loyal[réf. nécessaire], il est l'un des plus puissants alliés d'Attila qui doit une grande partie de sa puissance aux armées d'Ardaric.
Il participe à l'offensive en Gaule en 451 (prise de Metz et siège d'Orléans), qui s'achève par la victoire des Romains (Aetius) et des Wisigoths (Théodoric Ier) à la bataille des champs Catalauniques (451). 
Après la mort d'Attila, il dirige la rébellion des peuples vassaux contre ses fils (Ellac, Dengitzic et Ernakh), remportant la bataille de la Nedao (454) contre les Huns et les Alains, aux côtés notamment des Ostrogoths dirigés par trois frères, dont Thiudimir. 
Ardaric meurt vers 460. Son successeur est peut-être son fils Giesmus.

### Famille
Proche d'Attila, il était probablement son gendre. On lui attribue deux fils :
- Giesmus, roi des Gépides vers 460
- Le père de Gonderic, roi des Gépides en 504.